# Un turbine di gioia
Un turbine di gioia (Bundle of Joy) è un film del 1956 diretto da Norman Taurog. Si tratta del remake di Situazione imbarazzante (1939) di Garson Kanin, con Ginger Rogers e David Niven.